# Kurdisztán zászlaja
Kurdisztán zászlaja (kurd nyelven Alay Kurdistan vagy Alaya Kurdistanê, ئاڵای کوردستان, más néven Alaya Rengîn, „a színes zászló”) elsőként a kurdoknak az Oszmán Birodalomtól való függetlenedési törekvései során jelent meg. A zászló, amely vízszintes vörös, fehér és zöld sávokból, valamint közepén egy huszonegy sugarú napkorongból áll, jelenleg az iraki Kurdisztán Regionális Kormány irányítása alatt álló Kurdisztán régió hivatalos zászlaja. A zászló Iránban, Törökországban és Szíriában be van tiltva.
A kurd zászló napja minden év december 17-én van.
A zászló a Méd Birodalom és a Mahabádi Köztársaság zászlajának a keverékéből ered. A zászló egy korábbi változata az Ararát-felkelés idején jelent meg, 1927 és 1931 között a szakadár Araráti Köztársaság zászlaja volt. Jelenlegi formájában 1932-ben jelent meg. Hasonló zászlót használt a szovjetek által támogatott Mahabádi Köztársaság nevű kurd állam 1946-ban.
| Szín  | Jelentés                                  |
| ----- | ----------------------------------------- |
| Piros | Mártírok vére és harc a szabadságért      |
| Zöld  | Kurdisztán tájai, hegyei, élet és életerő |
| Sárga | A fény és a szabadság                     |
| Fehér | Szabadság, egyenlőség, béke               |

A sárga napkorong és huszonegy sugara a kurd jezidi vallást jelképezi, melyben a 21-es szent szám, és újjászületést jelent.

Rojava zászlaja

Rozsavának, azaz Nyugat-Kurdisztánnak önálló zászlaja van.